# Хата-музей кінофільму «Тіні забутих предків»
Ха́та-музе́й кінофі́льму «Ті́ні забу́тих пре́дків» — музей, присвячений історії знімання кінофільму «Тіні забутих предків», розташований у смт. Верховина Верховинського району Івано-Франківської області. Основні напрями діяльності музею: перегляд стрічки та ознайомлення з історією знімання кіношедевра «Тіні забутих предків». Хата знаходиться в присілку Жаб'євський потік на околиці Верховини.

## Опис
Музей кінофільму «Тіні забутих предків» відкрився 2000 року в хаті Петра і Євдокії Сорюків, у якій в 1963-1964 роках, упродовж семи місяців, проживав під час знімання знаменитий кінорежисер Сергій Параджанов. Режисер сам захотів жити тут. Він зізнався, що так йому вдалося краще відчути колорит Гуцульщини, дізнатися традиції і насититися силою природи. Ось чому фільм вийшов настільки цікавим. Гостював тут також творчий колектив фільму: оператор Юрій Іллєнко, художник Георгій Якутович, актори Іван Миколайчук, Лариса Кадочникова та інші. 
Усі гості й відвідувачі музею можуть тут переглянути фільм і ознайомиться з історією створення кінострічки. Музейна експозиція представляє речі, пов'язані з фільмом. Цікавим експонатом є весільна ґуґля, в якій був одягнений головний герой фільму Іван (Іван Миколайчук). На стінах висять світлини з фільму. У будинку-музеї є також автентичні гуцульські одяг та предмети побутового вжитку. За окрему плату ви зможете приміряти гуцульський костюм і зробити фотографії.
У музеї діють такі експозиції:
- з життя та творчості видатних людей;
- з побуту та етнографії;
- з історико-архітектурної спадщини.

## Галерея

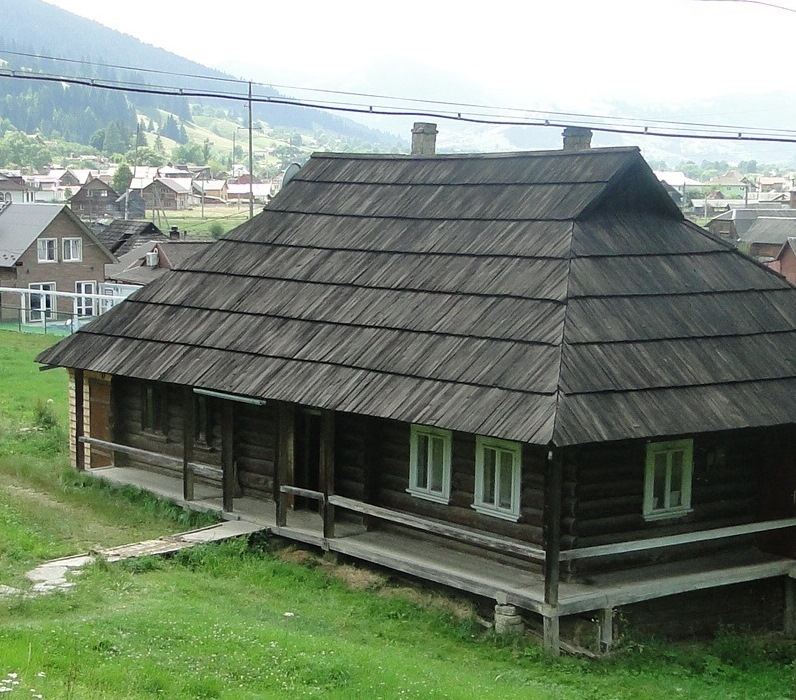
Хата-музей кінофільму

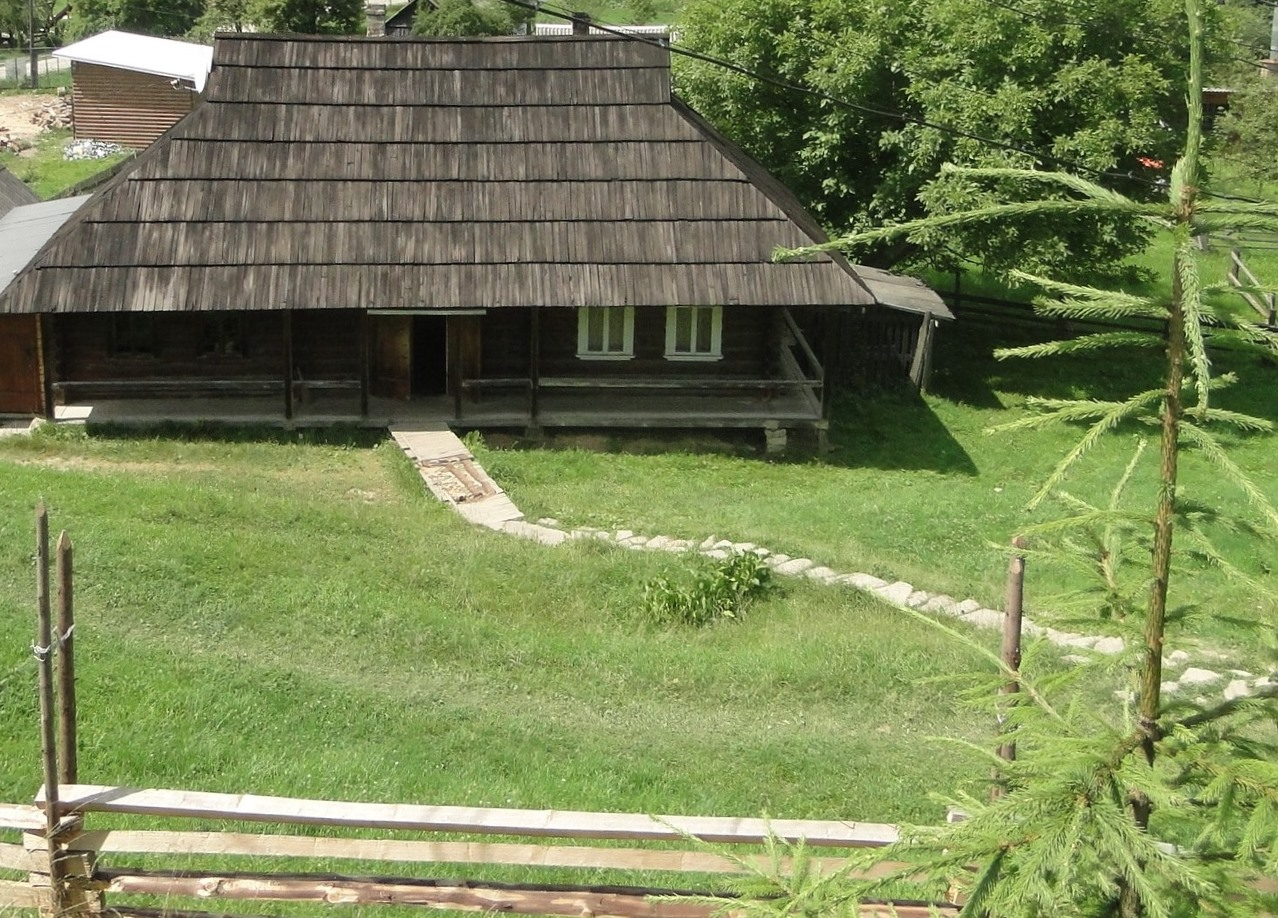
Хата-музей кінофільму «Тіні забутих предків»